# عثمان الحيائي الجليلي
عثمان الحيائي الجليلي (1187 - 1245 هـ / 1773 - 1829 م) هو أديب من أهل الموصل.
هو عثمان بن سليمان بن محمد أمين بن حسين بن إسماعيل بن عبد الجليل، الحيائي، ثم الجليلي. ولد في الموصل ودرس على يد علماءها، تعلم اللغتين الفارسية والتركية وتلقى علم التجويد عن محمد أمين البصري الموصلي. أنشأ المدرسة العثمانية داخل جامع الخاتون. كانت شهرته عثمان بيك وأخوه يدعى نعمان بيك.
له ديوان شعر لكنه مفقود. أما موشحته فقد حفظها «ديوان الموشحات الموصلية». له «الحجة على من زاد على ابن حجة» في البديع نشره محمد صديق الجليلي.

## الهامش
1. ↑  الزركلي، خير الدين (أيار 2002 م). الأعلام - ج 4 (ط. الخامسة عشر). بيروت: دار العلم للملايين. ص. 206. مؤرشف من الأصل في 2019-12-10. {{استشهاد بكتاب}}: تحقق من التاريخ في: |سنة= (مساعدة)
2. ↑  "عثمان الحيائي الجليلي". معجم البابطين. 31 أغسطس 2010. مؤرشف من الأصل في 2016-03-04. اطلع عليه بتاريخ 2011-06-15.
3. ↑  آل زكريا، معن عبد القادر (6 يونيو 2010). "مدارس الموصل في العهد العثماني الثاني ... مـدرسـة الـحـاج زكـريـا الـتـاجـر الـديـنـيـة , أنـمـوذجـاً". ملتقى أبناء الموصل. مؤرشف من الأصل في 2011-06-27. اطلع عليه بتاريخ 2011-06-13.
4. ↑  محمد نايف الدليمي: ديوان الموشحات الموصلية - مؤسسة دار الكتب للطباعة والنشر - جامعة الموصل - الموصل 1975.
5. ↑  محمد صديق الجليلي - مطبعة أم الربيعين - الموصل 1937.